# Liste des édifices cisterciens en Belgique
Pour un article plus général, voir liste d'abbayes cisterciennes.
 (juillet 2024).
Si vous disposez d'ouvrages ou d'articles de référence ou si vous connaissez des sites web de qualité traitant du thème abordé ici, merci de compléter l'article en donnant les références utiles à sa vérifiabilité et en les liant à la section « Notes et références ».

Blason de l'Ordre cistercien.

Cet article présente la liste des édifices cisterciens en Belgique, actifs ou ayant existé sur le territoire belge actuel, c'est-à-dire les abbayes, prieurés et monastères appartenant à l'Ordre cistercien. Ces édifices cisterciens ont appartenu, à différentes époques, à des ordres, des congrégations ou des groupements, dont les principaux, pour les édifices belges, sont les Cisterciens de la commune observance, les Cisterciens de la stricte observance ou Trappistes, et la Congrégation des Bernardines-Réparatrices.
Pour chaque édifice cistercien, il est précisé sa localisation, les dates de début et de fin du statut d'édifice cistercien relatives à la présence de moniales ou de moines, l'indication si la communauté religieuse est toujours active avec son groupement éventuel.

## Belgique

### Région de Bruxelles-Capitale
- Abbaye de la Cambre (Ixelles), moniales cisterciennes entre 1201 et 1796

| \| Cambre \| Édifices cisterciens sur la carte de la Région de Bruxelles. |
| Cambre                                                                    |

### Région flamande

#### Province d'Anvers
- Abbaye Notre-Dame-de-Nazareth à Brecht (fondation à Lierre puis refondation à Brecht), moniales trappistines entre 1236 et 1797, puis de nouveau en activité depuis 1950
- Abbaye de Saint-Bernard-sur-l'Escaut (fondation à Lierre puis choix de Hemiksem en 1246), moines cisterciens entre 1243 et 1797
- Abbaye du Val-des-Roses (Wavre-Sainte-Catherine), moniales
- Abbaye Notre-Dame du Sacré-Cœur de Westmalle (Malle), moines trappistes en activité depuis 1794
- Abbaye Saint-Bernard de Bornem (Bornem), moines cisterciens entre 1603 et 1768, puis de nouveau en activité depuis 1836

| \| Anvers ND de Nazareth Escaut ND de Westmalle Bornem \| Édifices cisterciens sur la carte de la Province d'Anvers. |
| Anvers ND de Nazareth Escaut ND de Westmalle Bornem                                                                  |

#### Province du Brabant flamand
- Abbaye d'Orienten (section Rummen, Geetbets), moniales
- Abbaye de Parc-les-Dames (section Wezemaal, Rotselaar), moniales cisterciennes à partir de 1215, abbaye détruite aujourd'hui
- Abbaye du Val-Saint-Bernard (Diest), moniales cisterciennes entre la fondation en 1235 et la fermeture en 1796.
- Abbaye de Val-des-Vierges (Maegdendael) (section Oplinter, Tirlemont), moniales
- Abbaye de la Vignette (Louvain), moniales

| \| Louvain Parc-les-Dames \| Édifices cisterciens sur la carte du Brabant flamand. |
| Louvain Parc-les-Dames                                                             |

#### Province de Flandre-Occidentale
- Abbaye Notre-Dame des Dunes (Coxyde/Furnes au XIIe siècle puis Bruges au XVIIe siècle), moines cisterciens entre 1138 et 1796
- Abbaye de Groeninghe-lez-Courtrai (Marke en 1235, Groeninghe en 1265 puis Courtrai en 1583), moniales cisterciennes entre 1236 et 1797
- Abbaye Saint-Sixte de Westvleteren (village section Westvleteren, Vleteren), moines trappistes depuis 1831 et toujours en activité
- Abbaye de Hemelsdaele (Bruges), moniales
- Abbaye de Ter Doest (village section Lissewege, Bruges), moines cisterciens entre 1174 et 1627
- Abbaye de Spermaillie (Bruges), moniales
- Abbaye du Mont-d'Or (Wevelgem), moniales
- Ten Bogaerde (Coxyde), grange cistercienne à partir de 1148, puis abbaye de moines cisterciens entre 1601 et 1628, aujourd'hui désaffectée

| \| Bruges ND des Dunes Groeninge Saint-Sixte Ter Doest \| Édifices cisterciens sur la carte de Flandre-Occidentale. |
| Bruges ND des Dunes Groeninge Saint-Sixte Ter Doest                                                                 |

#### Province de Flandre-Orientale
- Abbaye de Baudeloo (section Sinaai, Saint-Nicolas puis Gand), moines cisterciens à partir de 1215 et jusqu'en 1796
- Abbaye de Beaupré (Grimminge), moniales cisterciennes entre 1228 et 1796
- Abbaye de Dooreseele, moniales
- Abbaye de La Byloke (Gand), moniales cisterciennes entre 1230 et 1797
- Abbaye de Maagdendale (Audenarde), moniales cisterciennes entre la fondation au XIIIe siècle et 1796
- Abbaye de Nieuwenbosch (Gand, implanté au début à Lokeren puis à Heusden), moniales cisterciennes depuis 1215 jusqu'en 1796.
- Abbaye du Nouveau-Bois (Lokeren puis Gand), moniales cisterciennes depuis la fondation en 1215 jusqu'à 1809.
- Abbaye d'Oosteekloo (section Oosteeklo, Assenede, puis Zelzate), moniales
- Abbaye de Ten Roosen (Alost), moniales
- Abbaye de Ter Hagen (Gand), moniales
- Abbaye de Zwyveke-lez-Termonde (Termonde), moniales

| \| Gand Beaupré La Byloke Maagdendale Baudeloo \| Édifices cisterciens sur la carte de Flandre-Orientale. |
| Gand Beaupré La Byloke Maagdendale Baudeloo                                                               |

#### Province de Limbourg
- Abbaye de Herkenrode (section Kuringen, Hasselt), moniales cisterciennes entre 1217 et 1797
- Abbaye Sainte-Agathe de Hocht (Lanaken), moines cisterciens à la fondation en 1182, remplacés ensuite par des moniales, cisterciennes après 1217
- Prieuré de Klaarland (hameau de Lozen, Bocholt), moniales trappistines en activité depuis 1970, au sein d'un prieuré depuis 1981
- Prieuré de Kolen (section Kerniel, Looz), moniales en activité depuis 1990
- Abbaye de Rothem (Haelen ? (aux Pays-Bas)), moniales
- Abbaye de Ter Beeck, moniales (Halle-Boyenhoven)
- Abbaye de Val-du-Ciel (section Ophoven, Kinrooi), moniales
- Abbaye Notre-Dame de Saint-Benoît d'Achel (village Achel, Hamont-Achel), moines trappistes depuis 1846, toujours en activité

| \| Hasselt Herkenrode Hocht Klaarland ND Achel \| Édifices cisterciens sur la carte de la Province de Limbourg. |
| Hasselt Herkenrode Hocht Klaarland ND Achel                                                                     |

### Région wallonne

#### Province du Brabant wallon
- Abbaye de Florival (section Archennes, Grez-Doiceau), moniales
- Abbaye de Nizelles (section Ophain, Braine-l'Alleud), moines cisterciens entre 1441 et 1783
- Abbaye de la Ramée (section Jauchelette,Jodoigne), moniales cisterciennes entre 1215 et 1796
- Abbaye de Valduc (section Hamme-Mille, Beauvechain), moniales cisterciennes
- Abbaye de Villers (Villers-la-Ville), moines cisterciens entre 1146 et 1796
- Abbaye de Wauthier-Braine (section Wauthier-Braine, Braine-le-Château), moniales cisterciennes du début du XIIIe siècle à 1794
- Abbaye d'Aywiers (village section Couture-Saint-Germain, Lasne), moniales cisterciennes entre 1215 et 1796

| \| Wavre Florival Nizelles La Ramée Villers-en-Brabant Wauthier-Braine Aywiers \| Édifices cisterciens sur la carte du Brabant wallon. |
| Wavre Florival Nizelles La Ramée Villers-en-Brabant Wauthier-Braine Aywiers                                                            |

#### Province de Hainaut
- Abbaye de l'Abbiette (Ath), moniales cisterciennes entre 1234 et 1796
- Abbaye d'Aulne (village de Gozée, Thuin), moines cisterciens entre 1147 et 1796
- Abbaye de Bon Secours
- Abbaye de Cambron (section Cambron-Casteau, Brugelette), moines cisterciens entre 1148 et 1797
- Abbaye Notre-Dame-de-la-Paix de Chimay (Chimay), communauté de moniales trappistines en activité à Chimay depuis 1919
- Abbaye d'Épinlieu (Mons), moniales cisterciennes entre 1216 et 1796
- Monastère de Feluy (section Feluy, Seneffe), moines trappistes occupant autrefois ce qui est aujourd'hui le château de Scarron
- Abbaye de Ghislenghien (section Ghislenghien, Ath), moniales cisterciennes entre 1481 et 1796
- Abbaye de l'Olive (Morlanwelz), moniales
- Abbaye Notre-Dame du Refuge (Ath), moniales
- Abbaye du Saulchoir (section Kain, Tournai), moniales cisterciennes entre 1233 et 1797
- Abbaye Notre-Dame de Scourmont (section Forges, Chimay), moines trappistes depuis la seconde moitié du XIXe siècle et toujours en activité
- Abbaye Notre-Dame de Soleilmont (Fleurus), moniales trappistines depuis 1188 et toujours en activité

| \| Mons Abbiette Aulne Cambron ND de Chimay Épinlieu Ghislenghien Saulchoir ND de Scourmont ND de Soleilmont \| Édifices cisterciens sur la carte de la Province de Hainaut. |
| Mons Abbiette Aulne Cambron ND de Chimay Épinlieu Ghislenghien Saulchoir ND de Scourmont ND de Soleilmont                                                                    |

#### Province de Liège
- Abbaye du Val Notre-Dame de Antheit (section Antheit, Wanze), moniales cisterciennes depuis la fin du XIIe siècle jusqu'en 1797
- Abbaye Notre-Dame de Brialmont (section Tilff, Esneux), moniales cisterciennes depuis 1940, trappistines à partir de 1975, toujours en activité
- Abbaye de la Paix-Dieu (section Jehay, Amay), moniales cisterciennes entre 1244 et 1797
- Abbaye de Robermont (Liège), moniales cisterciennes depuis 1015 jusqu'en 1797
- Abbaye de Solières (section Ben-Ahin, Huy), moniales cisterciennes depuis 1229 jusqu'en 1796
- Abbaye de Val-Benoît (site Val-Benoît, Liège), moniales cisterciennes entre 1231 et 1797
- Abbaye du Val-Saint-Lambert (Seraing), moines cisterciens depuis 1202 jusqu'en 1796
- Abbaye Notre-Dame du Val-Dieu (Aubel), moines cisterciens depuis 1215 environ jusqu'en 2001
- Abbaye de Vivegnis (section Vivegnis, Oupeye), moniales cisterciennes depuis 1238
- Abbaye de Val-Notre-Dame (section Antheit, Wanze), moniales

| \| Liège ND de Antheit ND de Brialmont Paix-Dieu Solières St-Lambert ND Val-Dieu \| Édifices cisterciens sur la carte de la Province de Liège. |
| Liège ND de Antheit ND de Brialmont Paix-Dieu Solières St-Lambert ND Val-Dieu                                                                  |

#### Province de Luxembourg
- Prieuré de Chiny (Chiny), moniales cisteciennes à partir de 1097, le prieuré a complètement disparu aujourd'hui
- Abbaye de Clairefontaine (hameau Clairefontaine, Arlon), moniales cisterciennes nobles entre 1247 et 1794
- Abbaye Notre-Dame de Clairefontaine (lieu-dit Cordemois, Bouillon), moniales cisterciennes depuis 1845
- Prieuré de Conques (Herbeumont), moines cisterciens entre 1173 et 1796
- Abbaye Notre-Dame d'Orval (section Villers-devant-Orval, Florenville), moines trappistes entre 1132 et 1793, puis depuis 1926 et toujours en activité

| \| Arlon Clairefontaine ND Clairefontaine Conques ND Orval \| Édifices cisterciens sur la carte de la Province de Luxembourg. |
| Arlon Clairefontaine ND Clairefontaine Conques ND Orval                                                                       |

#### Province de Namur
- Abbaye Notre-Dame de Brialmont (prieuré fondé à Sorée puis abbaye à Tilff en 1961), moniales en activité depuis 1934, aujourd'hui dans la province de Liège
- Abbaye de Grandpré (section Faulx-les-Tombes, Gesves), moines cisterciens à partir de 1231 mais abbaye désaffectée aujourd'hui
- Abbaye du Jardinet (Walcourt), moniales entre 1232 et 1430, puis moines entre 1430 et 1793
- Abbaye de Moulins-Warnant (Anhée), moniales entre 1233 et 1414, puis moines entre 1414 et 1785
- Abbaye Notre-Dame de Saint-Rémy de Rochefort (Rochefort), moniales entre 1230 et 1464, puis moines trappistes depuis 1464 et toujours en activité
- Abbaye de Salzinnes (ancien village de Salzinnes, Namur), moniales cisterciennes entre le début du XIIIe siècle et la fin du XVIIIe siècle
- Abbaye de Marche-les-Dames (section Marche-les-Dames, Namur), moniales cisterciennes entre le début du XIIIe siècle et 1796
- Abbaye d'Argenton (section Lonzée, Gembloux), moniales cisterciennes entre 1229 et 1796
- Abbaye de Boneffe (village de Boneffe, Éghezée), moniales cisterciennes entre 1227 et 1461, puis moines cisterciens entre 1461 et 1794

| \| Namur ND Brialmont Grandpré Jardinet Moulins-Warnant ND Rochefort Salzinnes Marche-les-Dames Argenton Boneffe \| Édifices cisterciens sur la carte de la Province de Namur. |
| Namur ND Brialmont Grandpré Jardinet Moulins-Warnant ND Rochefort Salzinnes Marche-les-Dames Argenton Boneffe                                                                  |